# Rivière Éperlan
Pour les articles homonymes, voir Éperlan (homonymie).
La Rivière Éperlan coule sur la rive nord du fleuve Saint-Laurent dans le secteur de (secteur de Saint-Paul-du-Nord) dans la municipalité de Longue-Rive, dans la municipalité régionale de comté (MRC) de La Haute-Côte-Nord dans la région administrative de la Côte-Nord, au Québec, au Canada. Elle se jette dans l'estuaire du Saint-Laurent à Longue-Rive.
La partie inférieure du bassin versant de la rivière Éperlan est desservie par la route 138 qui la traverse près de son embouchure.
Le reste de la vallée est desservi par une route forestière se reliant vers le sud à la route 138 qui remonte d'abord vers le nord en passant du côté est de ce cours d'eau,,.
La surface de la rivière Éperlan est habituellement gelée de la fin novembre au début avril, toutefois la circulation sécuritaire sur la glace se fait généralement de la mi-décembre à la fin mars.

## Géographie

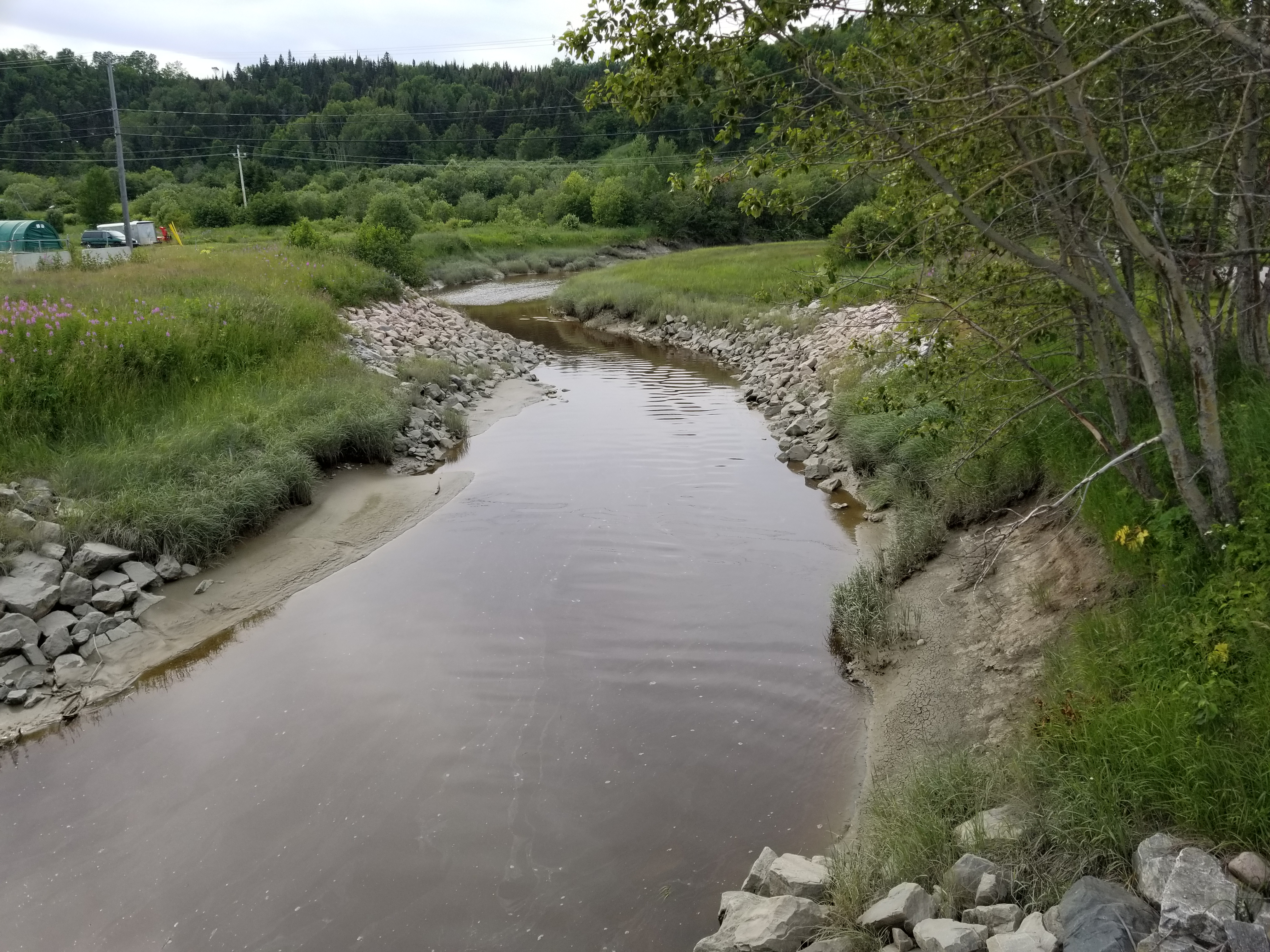
Rivière Éperlan à Longue-Rive (QC), vue du 22 juillet 2018 vers l'amont à partir du pont de la route 138.

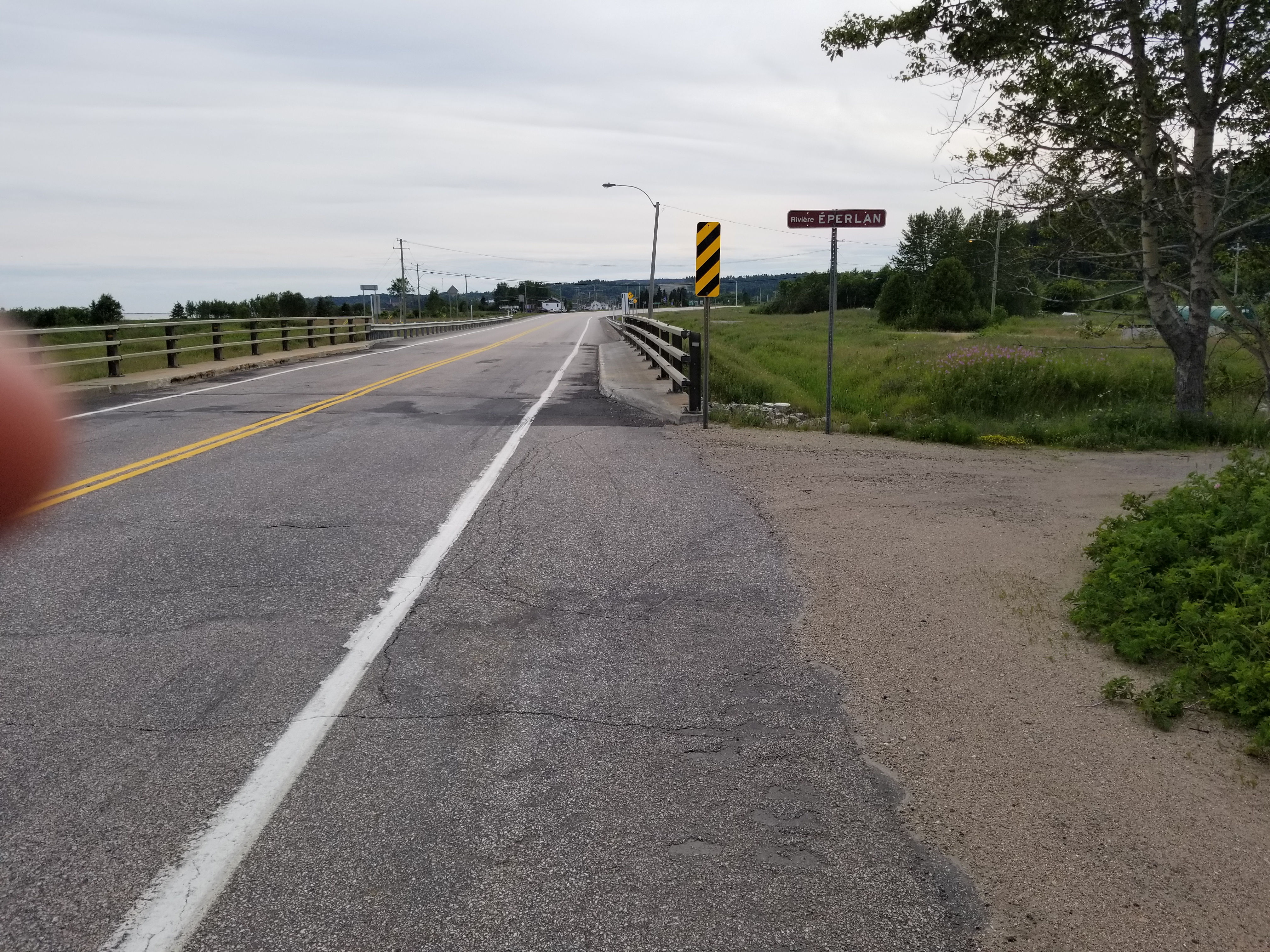
Pont de la route 138 enjambant la rivière Éperlan à Longue-Rive (QC). Photo du 22 juillet 2018.

La rivière Éperlan prend sa source de ruisseaux forestiers. Cette source est située à 3,4 km au nord-est du lac des Cèdres, à 4,1 km au sud-est d'une courbe de la rivière Portneuf (Côte-Nord), à 6,6 km au nord-ouest de l'embouchure de la rivière et à 17,3 km au sud-est du centre-ville de Forestville.
À partir de sa source, la rivière Éperlan coule sur 11,3 km selon les segments suivants :
- 4,1 km vers le sud-est en passant sous les lignes à haute tension d'Hydro-Québec, jusqu'à un coude de rivière ;
- 7,2 km vers le sud en serpentant et en coupant la route 138 en fin de segment, jusqu'à son embouchure[2],[3].

L'embouchure de ce cours d'eau est situé du côté nord du hameau Rivière-Éperlan, dans l'ex-municipalité de Saint-Paul-du-Nord (fusionnée à Longue-Rive). Cette embouchure est à 11,3 km au sud-est de l'embouchure de la rivière Portneuf (Côte-Nord) et à une vingtaine de kilomètres au sud-ouest du centre-ville de Forestville. Coulant sur 10 km, la partie inférieure de ce cours d'eau s'encaisse dans des dépôts meubles avant de se déverser dans la baie de Mille-Vaches. À partir de son embouchure naturelle (à marée haute), le courant coule sur 3,8 km vers le sud sur le grès à marée basse, en passant devant la Pointe à Émile,.

## Toponymie
Jadis, ce cours d'eau était désigné Rivière à l'Éperlan.
L'éperlan est une espèce de poisson populaire dans cette région. Cette désignation toponymique a été empruntée pour désigner le hameau aménagé à son embouchure. Le bureau de poste qui a desservi ce lieu de 1924 à 1970 s'appelait Rivière-Éperlan. Le plan du comté de Saguenay publié en 1938 par le ministère des Terres et Forêts identifie la rivière sous la désignation rivière Éperlans. La Commission de géographie du Québec a officialisé le nom rivière à l'Éperlan en 1960. En 1986, la désignation de la rivière a été modifiée en "Rivière Éperlan", revenant ainsi à la forme toponymique la plus courante.
Le toponyme Rivière du Sault au Mouton a été officialisé le 8 décembre 1986 à la Banque des noms de lieux de la Commission de toponymie du Québec.